# Рейнольдс, Кэтрин Смит
Кэтрин Смит Рейнольдс (англ. Katharine Smith Reynolds; 1880—1924) — американская филантроп.

## Биография
Родилась 17 ноября 1880 года в Маунт-Эйри, штат Северная Каролина, и была старшей из шести детей преуспевающего бизнесмена Закари Смита и его жены — Мэри Сьюзан Джексон.
Кэтрин получила хорошее начальное образование и осенью 1897 года поступила в школу State Normal and Industrial School, ныне известную как Университет Северной Каролины в Гринсборо. После разразившейся в 1899 году эпидемии брюшного тифа, Кэтрин перевелась в колледж Sullins College в Бристоле, штат Виргиния, который окончила в 1902 году. По окончании учёбы вернулась домой и работала у Ричарда Джошуа Рейнольдса — её двоюродного брата, американского бизнесмена и основателя табачной компании R. J. Reynolds Tobacco Company.
В 1905 году они поженились и после роскошного четырёхмесячного медового месяца по Европе переехали в особняк Reynolda House в Уинстон-Сейлеме, выполненный в стиле королевы Анны, где в настоящее время находится публичная библиотека округа Форсайт (Forsyth County Public Library).
Reynolda House был домом Кэтрин и Ричарда Рейнольдсов. Кэтрин участвовала в проектировании поместья на земле площадью 1000 акров, где также была построена ферма. В строительстве поместья принимали: архитекторы Чарльз Бартон Кин и Томас Сирс, а также ландшафтные архитекторы Бакенхэм и Миллер. Строительство заняло восемь лет, и когда семья Рейнольдсов переехала в поместье декабре 1917 года, у них была ферма с новейшими технологиями и методами ведения сельского хозяйства, места для отдыха и школа. После смерти Кэтрин, с 1924 года поместье находилось в доверительном управлении до 1934 года, когда дочь Кэтрин и Ричарда — Мэри со своим мужем Чарльзом Бэбкоком-старшим (1899—1967) приобрели Reynolda House. Они модернизировали поместье и пожертвовали существенную часть его земли для художественного музея, открытого в 1967 году.
Умерла 23 мая 1924 года в Нью-Йорке из-за осложнений эмболии, вызванного родами. Была похоронена на городском кладбище Salem Cemetery рядом с первым мужем.

## Благотворительность и личная жизнь
Будучи привилегированной и состоятельной женщиной, Кэтрин Рейнольдс стремилась к социальному прогрессу и реформам, о чём свидетельствует её стремление к преобразованиям на табачной фабрике мужа. Она была активным членом Ассоциации молодых христианских женщин и являлась президентом её отделения Уинстон-Сейлеме в 1917 году. Во время Первой мировой войны через табачную мужа она делала денежные пожертвования Красному Кресту, принимала активное участие в Американском фонде помощи французским раненым. Также жертвовала средства на многие религиозные дела, помогая строить церкви и поддерживая миссионерскую деятельность и программы. В память о своем первом муже, умершем в 1918 году, Кэтрин пожертвовала средства и землю для создания школы его имени с роскошным Мемориальным залом (Memorial Auditorium), где после её смерти прошла публичная панихида.
Кэтрин Рейнольдс на протяжении всей своей жизни боролась с проблемами сердца. Замужем за Ричардом Рейнольдсом она была с 1905 по 1918 год, и у них было четверо детей:
- Ричард Джошуа Рейнольдс-младший[англ.] (4 апреля 1906 — 14 декабря 1964),
- Мэри Кэтрин Рейнольдс (8 августа 1908 — 17 июля 1953),
- Нэнси Сьюзан Рейнольдс (5 февраля 1910 — январь 1985),
- Закари Смит Рейнольдс[англ.] (5 ноября 1911 — 6 июля 1932).

11 июня 1921 года она вышла замуж за Дж. Эдварда Джонстона. В ночь на 1 мая 1922 года у пары родилась девочка Лола Кэтрин Джонстон, но она скончалась днем позже в 11 часов утра. 21 мая 1924 года она родила сына — Дж. Эдварда Джонстона-младшего, но сама умерла через два дня.